# ليوبولد كاسبر
ليوبولد كاسبر (بالألمانية: Leopold Casper)‏ هو طبيب ألماني، ولد في 31 مايو 1859 في برلين في ألمانيا، وتوفي في 16 مارس 1959.